# Antón Costas Comesaña
Antón Costas Comesaña (San Pedro de Matamá, Vigo, 1949) és un economista i professor universitari gallec. És catedràtic de política econòmica de la Universitat de Barcelona i president del Cercle d'Economia entre 2013 i 2016. Els seus estudis se centren en els processos de formació de polítiques públiques, i en particular els processos de reforma econòmica. Ha publicat “La crisi de 2008. De l'Economia a la Política i més enllà" (2010) i "La torre de la arrogancia. Políticas y mercados después de la tormenta" (2011).

## Publicacions
- Apogeo del liberalismo en "La Gloriosa": la reforma económica en el sexenio liberal (1868-1874).  Madrid: Siglo XXI de España, 1988.
- Descentralización y calidad de las políticas locales. Barcelona: Diputació de Barcelona, 1998.
- Ideas y políticas en la economía española de la crisis, edició amb José María Serrano. Saragossa: Universidad de Zaragoza, 1988.
- Introducción al pensamiento económico: Una perspectiva española, amb Fabià Estapé i José María Serrano. Madrid: Espasa-Calpe, 1990.
- Estadística de Barcelona en 1849, amb Laureà Figuerola. Barcelona: Alta Fulla, 1993.
- Diez ensayos sobre economía española, amb José María Serrano Sanz. Madrid: Pirámide, 1995.
- Problemas económicos en las sociedades avanzadas. Madrid: Fundación Argentaria, 1996.
- Problemas económicos en las sociedades avanzadas. Madrid: Biblioteca Nueva, 1997.
- Els beneficis de la liberalització dels productes. Barcelona: Caixa d'Estalvis i Pensions de Barcelona, 1997. Amb versió en castellà: Los beneficios de la liberalización de los mercados de productos.
- Cooperación y desarrollo: hacia una agenda comprehensiva para el desarrollo, coordinació amb Gemma Cairó i Céspedes. Madrid: Pirámide, 2003.
- La torre de la arrogancia, con X.C. Arias, Barcelona: Ariel, 2012
- La nueva piel del capitalismo, con X.C. Arias, Barcelona: Galaxia Gutenberg, 2016
- El final del desconcierto, Barcelona: Península, 2017
- Laberintos de prosperidad, con X.C. Arias, Barcelona: Galaxia Gutenberg, 2021